# Charles Deslon
Charles Nicolas Deslon ou d'Eslon (1750-1786) foi um médico francês magnetizador, iluminista era ainda: médico-regente, professor da Faculté de médecine de Paris (Faculdade de Medicina de Paris), o primeiro médico do Conde de Artois e membro da Royal Society of Medicine (Sociedade Real de Medicina).

## Biografia
Charles Deslon nasceu no ano de1750. Ele estudou medicina em Besançon e Paris, e se tornou o médico pessoal do Conde de Artois e regente da Faculdade.

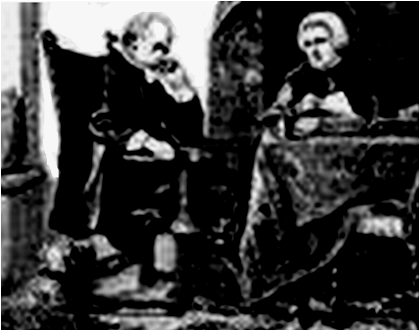
Imagem interna do livro Observations sur le magnétisme animal

A partir do ano de 1778 Deslon torna-se um seguidor e defensor das teorias do magnetismo animal e do médico suábio Franz Anton Mesmer, do qual havia adquirido os conhecimentos. Como Mesmer, Deslon também alegava curar doenças magnetizando, publicando inúmeros livros sobre o assunto, a partir de 1780 até 1782. Sua obra mais importante é, provavelmente, Observations sur le magnétisme animal (Observações sobre o magnetismo animal), editado em 1780
Durante suas disputas sobre o magnetismo animal, Charles Deslon escapou de ser atingido fora do rolo da Faculdade de Medicina de Paris. As duas comissões nomeadas em 1784 por Luis XVI para estudar magnetismo animal fundamentando as suas conclusões sobre a observação do Deslon trabalho que ao de Mesmer, cautelosamente concorda em compartilhar com eles o que sabe sobre o mesmerismo e suas atuações.
Charles Deslon, irmão de Charles George Calixte Deslon, morre a 21 agosto de 1786.

## Publicações
- An febribus malignis alexipharmace ?, Parisiis : typ. Quillau , 1766.
- An vulneribus ex catapultis globulos plumbeos relinquere aliquando praestat ? , Parisiis : typ. Quillau , 1766.
- Lettre de M. D'Eslon,...à M. Philip,... , A La Haye [i. e. Paris] : sn , 1782.
- Observations sur les deux rapports de MM. les Commissaires nommés par Sa Majesté pour l'examen du magnétisme animal, par M. d'Eslon, A Philadelphie, Paris : chez Clousier, imprimeur-libraire et chez les marchands de nouveautés, 1784.
- Observations sur le magnétisme animal, A Londres ; Paris : Chez P. Fr. Didot, le jeune, Libraire-Imprimeur de Monsieur, quai des Augustins. Chez C. M. Saugrain, le jeune, Libraire, quai des Augustins. Chez Clousier, Libraire-Imprimeur, rue Saint-Jacques, 1780.